# Macriano (rey alamán)
Macriano (fl. 353-372) fue líder alamán que llegó a ser rey de la tribu de los bucinobantes y es conocido, principalmente, por haberla conducido contra el Imperio romano de Occidente durante el gobierno de Valentiniano I.

## Inicios de su carrera
Macriano, junto a su hermano Hariobaudo, controlaba una pequeña parte del territorio de los alamanes. Sus dominios no se situaban junto al Rin sino, más bien, cerca de la antigua línea defensiva del limes Germanicus que los separaba de los burgundios asentados al este de ellos.
Tuvo una participación menor en la oleada de incursiones que francos y alamanes iniciaron por las provincias romanas cercanas al Rin desde 353 aprovechando la guerra civil entre Magnencio y Constancio II. Tampoco se unió al grupo de reyes alamanes —entre ellos, Suomario, el rey de los bucinobantes— que participaron en la batalla de Estrasburgo en 357 y fueron derrotados por Juliano. A pesar de ello, el césar penetró en su territorio en 359 y consiguió su sumisión y la del resto de líderes que no habían tomado parte en ella. Durante esta campaña quedó reseña sobre su admiración por el esplendor del ejército romano.

## Rey de los bucinobantes

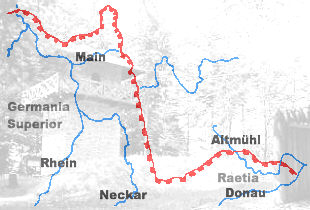
Mapa del área entre el Rin y el antiguo limes Germanicus. Macriano se convirtió en líder de los alamanes situados entre los ríos Rin, Meno y Neckar.

En 365 —durante el gobierno de Valentiniano I— varias tribus alamanas volvieron a incursionar en territorio romano como respuesta a una reducción de los regalos que recibían del Imperio y dieron cpmienzo a nueva nueva guerra que duraría hasta 374. Dentro de este contexto, Macriano destacó como uno de sus principales líderes y para 370 había sustituido a Suomario como rey de los bucinobantes y conseguido controlar un territorio que se situaba entre los ríos Rin, Meno y Neckar.
Su posición predominante le hizo el objetivo principal de los romanos, quienes buscaban varias modos para acabar con él. En 370 intentaron derrotarlo mediante una ofensiva en dos frentes en alianza con los burgundios, quienes debían atacar por el este. Estos, sin embargo, lo que hicieron fue dirigirse al Rin para unirse a los romanos, y esta descoordinación dio al traste con la planeada campaña. En 372 realizaron una incursión sorpresa dentro del territorio alamán con la finalidad de capturarlo, pero Macriano pudo huir a tiempo y ocultarse aunque no evitar que los romanos pusieran a Fraomario en su lugar como rey de los bucinobantes. Este, sin embargo, no pudo sostenerse mucho tiempo en su nueva posición y Macriano recuperó enseguida su liderazgo.

## Alianza con los romanos y muerte
En 374 los cuados incursionaron en las provincias danubianas y Valentiniano intentó terminar, de una vez, la guerra para dirigirse al nuevo frente. Se negoció un acuerdo con Macriano y se le reconoció como rey prominente entre los alamanes a cambio de paz y amistad mutua. Macriano se mantuvo fiel durante los años siguientes a su nueva relación con el Imperio y su pueblo no volvió a incursionar por las provincias romanas.
Murió algunos años más tarde —en 379— cuando dirigía una incursión dentro del territorio de sus vecinos francos y cayó en una emboscada, donde Mallobaudes acabó con su vida.